# Orthosia (dier)
Orthosia is een geslacht van vlinders uit de familie van de uilen (Noctuidae).

## Soorten
- Orthosia achsha
- Orthosia acutangula
- Orthosia addenda
- Orthosia agravens
- Orthosia albescens
- Orthosia albiceps Hampson, 1894
- Orthosia albomarginata
- Orthosia algula
- Orthosia alia
- Orthosia alishana Sugi, 1986
- Orthosia alurina Smith, 1902
- Orthosia ambigua
- Orthosia angustipennis
- Orthosia angustus
- Orthosia annulimacula Smith, 1891
- Orthosia aoyamensis Matsumura, 1926
- Orthosia apicata
- Orthosia arthrolita Harvey, 1875
- Orthosia askoldensis Staudinger, 1892
- Orthosia atra
- Orthosia atriluna Ronkay & Ronkay, 2000
- Orthosia aurifera
- Orthosia bastula
- Orthosia behrensiana Grote, 1875
- Orthosia benepicta
- Orthosia bicolor
- Orthosia biconifer
- Orthosia bimaculata
- Orthosia bimaculatus
- Orthosia boursini Rungs, 1972
- Orthosia brevipennis
- Orthosia brucei
- Orthosia brunnea
- Orthosia caerulescens
- Orthosia caliginosa
- Orthosia caloramica
- Orthosia cana
- Orthosia carnipennis Butler, 1878
- Orthosia castanea Sugi, 1986
- Orthosia castaneipennis
- Orthosia cedermarki Bryk, 1949
- Orthosia centrifasciata
- Orthosia cerasi Fabricius, 1775 (tweestreepvoorjaarsuil)
  - Syn. Orthosia stabilis
- Orthosia cerasus
- Orthosia circumscripta
- Orthosia circumsignata
- Orthosia clausa
- Orthosia collinita
- Orthosia columbaris
- Orthosia conflua
- Orthosia confluens
- Orthosia coniortota Filipjev, 1927
- Orthosia conjuncta
- Orthosia conspecta Wileman, 1914
- Orthosia constabilis
- Orthosia contacta
- Orthosia costijuncta
- Orthosia cruda Denis & Schiffermüller, 1775 (kleine voorjaarsuil)
- Orthosia cypriaca Hacker, [1997]
- Orthosia dalmatica Wagner, 1909
- Orthosia dentatelineata
- Orthosia desperata Smith, 1891
- Orthosia diffusa
- Orthosia discomaculata
- Orthosia disticha Grote, 1875
- Orthosia donasa
- Orthosia dukinfieldi
- Orthosia ella Butler, 1878
- Orthosia elongata
- Orthosia eriza
- Orthosia erythrolita Grote, 1879
- Orthosia erythrolitoides
- Orthosia estrigata
- Orthosia evanida Butler, 1879
- Orthosia expuncta
- Orthosia extincta
- Orthosia faqiri Hreblay & Plante, 1994
- Orthosia fasciata
- Orthosia fausta Leech, 1889
- Orthosia feda Hreblay & Plante, 1994
- Orthosia ferrigera Smith, 1894
- Orthosia ferrirena
- Orthosia ferrosticta
- Orthosia firma
- Orthosia flavescens
- Orthosia flaviannula Smith, 1899
- Orthosia flavilinea
- Orthosia flavirena Moore, 1881
- Orthosia flavolinea
- Orthosia fluvilinea
- Orthosia fringata
- Orthosia fuscata
- Orthosia fuscatus
- Orthosia fuscus
- Orthosia garmani Grote, 1879
- Orthosia gemina
- Orthosia geminatus
- Orthosia gothica Linnaeus, 1758 (Nunvlinder)
- Orthosia gothicina
- Orthosia gracilis [Schiffermüller], 1775 (sierlijke voorjaarsuil)
- Orthosia grisea
- Orthosia griseor
- Orthosia griseovariegata
- Orthosia grisescens Hreblay & Ronkay, 1998
- Orthosia hamata
- Orthosia hamifera
- Orthosia harutai Yoshimoto, 1993
- Orthosia heckendorni
- Orthosia hepatica
- Orthosia hibisci Guenée, 1852
- Orthosia himalaya
- Orthosia hirsuta
- Orthosia huberti Hreblay & Ronkay, 1999
- Orthosia ijimai Sugi, 1955
- Orthosia imitabilis Hreblay, 1993
- Orthosia immaculata
- Orthosia incerta Hufnagel, 1766 (variabele voorjaarsuil)
- Orthosia incognita
- Orthosia inflava
- Orthosia infrapicta
- Orthosia inherita
- Orthosia insciens
- Orthosia instabilis
- Orthosia intermedia
- Orthosia japonica
- Orthosia jezoensis
- Orthosia johnstoni McDunnough, 1943
- Orthosia juncta
- Orthosia junctoides
- Orthosia junctus
- Orthosia kammeli
- Orthosia kenderesiensis
- Orthosia kurosawai Sugi, 1986
- Orthosia latirena
- Orthosia lepida
- Orthosia ligata
- Orthosia limbata Butler, 1879
- Orthosia lizetta Butler, 1878
- Orthosia lota
- Orthosia lushana Sugi, 1986
- Orthosia macilenta Hreblay & Ronkay, 1998
- Orthosia macona Smith, 1908
- Orthosia malickyi Hacker, 1993
- Orthosia malora
- Orthosia manfredi Hreblay, 1994
- Orthosia marginata
- Orthosia marmorata
- Orthosia mediofusca Hreblay & Ronkay, 1999
- Orthosia mediolugens
- Orthosia mediomacula Barnes & Benjamin, 1924
- Orthosia melaleuca
- Orthosia miniosa Denis & Schiffermüller, 1775 (eikenvoorjaarsuil)
- Orthosia mirabilis
- Orthosia moderata
- Orthosia monimalis
- Orthosia mulina
- Orthosia mundincerta
- Orthosia mundoides
- Orthosia mys Dyar, 1903
- Orthosia nanus
- Orthosia nebulosus
- Orthosia nepalensis Yoshimoto, 1993
- Orthosia nictitans
- Orthosia nigra
- Orthosia nigralba
- Orthosia nigrilinea
- Orthosia nigrolinea
- Orthosia nigromaculata Höne, 1917
- Orthosia nigropunctata
- Orthosia nigrorenalis Hampson, 1894
- Orthosia nongenerica Barnes & Benjamin, 1924
- Orthosia nubilata
- Orthosia nunatrum
- Orthosia obliqua
- Orthosia obscura
- Orthosia obscurior
- Orthosia obsolescens
- Orthosia obsoleta
- Orthosia ocularis
- Orthosia odiosa Butler, 1878
- Orthosia olescens
- Orthosia olivacea
- Orthosia opima Hübner, [1809] (bandvoorjaarsuil)
- Orthosia orbiculata
- Orthosia pacifica Harvey, 1874
- Orthosia pallescens
- Orthosia pallida
- Orthosia pallidior
- Orthosia palomarensis
- Orthosia paromoea Hampson, 1905
- Orthosia peregovitsi Hreblay & Ronkay, 1999
- Orthosia perfusca Sugi, 1986
- Orthosia pfennigschmidti
- Orthosia picata Bang-Haas, 1912
- Orthosia plumbea
- Orthosia pluriguttata
- Orthosia poecila Draudt, 1950
- Orthosia populeti Fabricius, 1775 (populierenvoorjaarsuil)
- Orthosia populi
- Orthosia porosa
- Orthosia postalbida
- Orthosia praeses Grote, 1879
- Orthosia proba
- Orthosia protensa
- Orthosia pseudogothicina
- Orthosia pulchella Harvey, 1876
- Orthosia pulverulenta
- Orthosia punctula
- Orthosia punticostata
- Orthosia pusillus
- Orthosia quinquefasciata
- Orthosia reducta
- Orthosia renilinea
- Orthosia reshoefti Hreblay & Plante, 1994
- Orthosia reticulata Yoshimoto, 1994
- Orthosia revicta Morrison, 1876
- Orthosia rifana
- Orthosia rorida
- Orthosia rosea
- Orthosia roseasparsus
- Orthosia rubescens Walker, 1865
- Orthosia rubricosa
- Orthosia rufa
- Orthosia rufannulata
- Orthosia rufannulatus
- Orthosia rufescens
- Orthosia rufofusca
- Orthosia rufogrisea
- Orthosia rufomaculata
- Orthosia saleppa
- Orthosia satoi Sugi, 1960
- Orthosia schmidtii
- Orthosia semiconfluens
- Orthosia semigothica
- Orthosia segregata Smith, 1891
- Orthosia sieversi
- Orthosia signata
- Orthosia sinelinea
- Orthosia singularis Hreblay & Ronkay, 1998
- Orthosia songi
- Orthosia sordescens Hreblay, 1993
- Orthosia sparsus
- Orthosia stenoptera
- Orthosia stigmata
- Orthosia striata
- Orthosia strigatteria
- Orthosia subcarnea
- Orthosia subcarnipennis Haruta, 1992
- Orthosia subplumbeus
- Orthosia subsetaceus
- Orthosia substriata
- Orthosia subterminata
- Orthosia suffusa
- Orthosia taeniata
- Orthosia tangens
- Orthosia tenuimacula Barnes & McDunnough, 1913
- Orthosia terminata Smith, 1888
- Orthosia tihanyensis
- Orthosia totoobsolescens
- Orthosia transparens Grote, 1882
- Orthosia tremuleti
- Orthosia trigutta
- Orthosia unicolor
- Orthosia ussuriana Kononenko, 1988
- Orthosia ussurica
- Orthosia variabilis
- Orthosia variegata
- Orthosia venata
- Orthosia violacea
- Orthosia virgata
- Orthosia virgatagrisea
- Orthosia vittata
- Orthosia yeterufica
- Orthosia yoshizakii Sugi & Ohtsuka, 1984

### Foto's

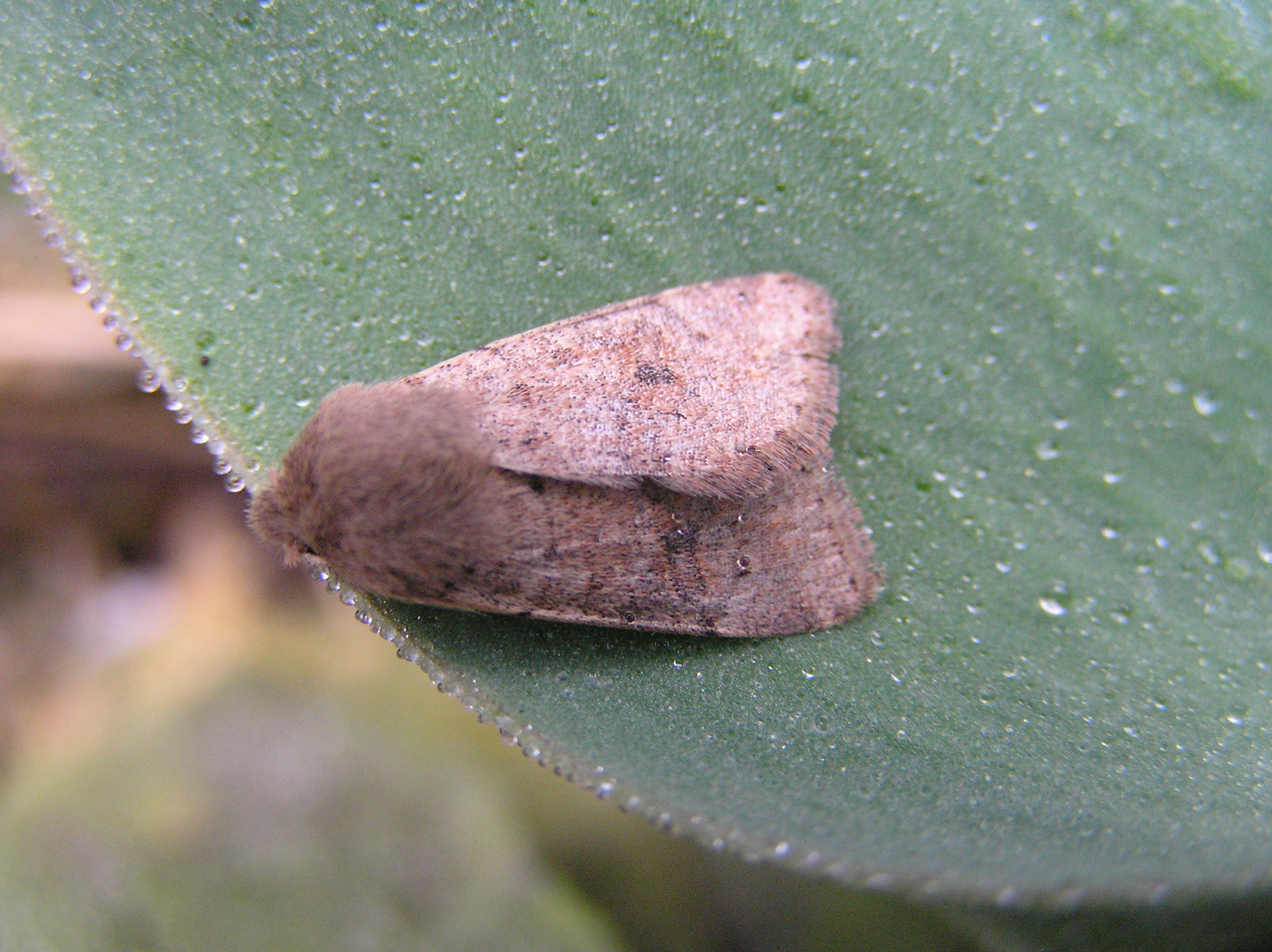
Orthosia cruda Kleine voorjaarsuil
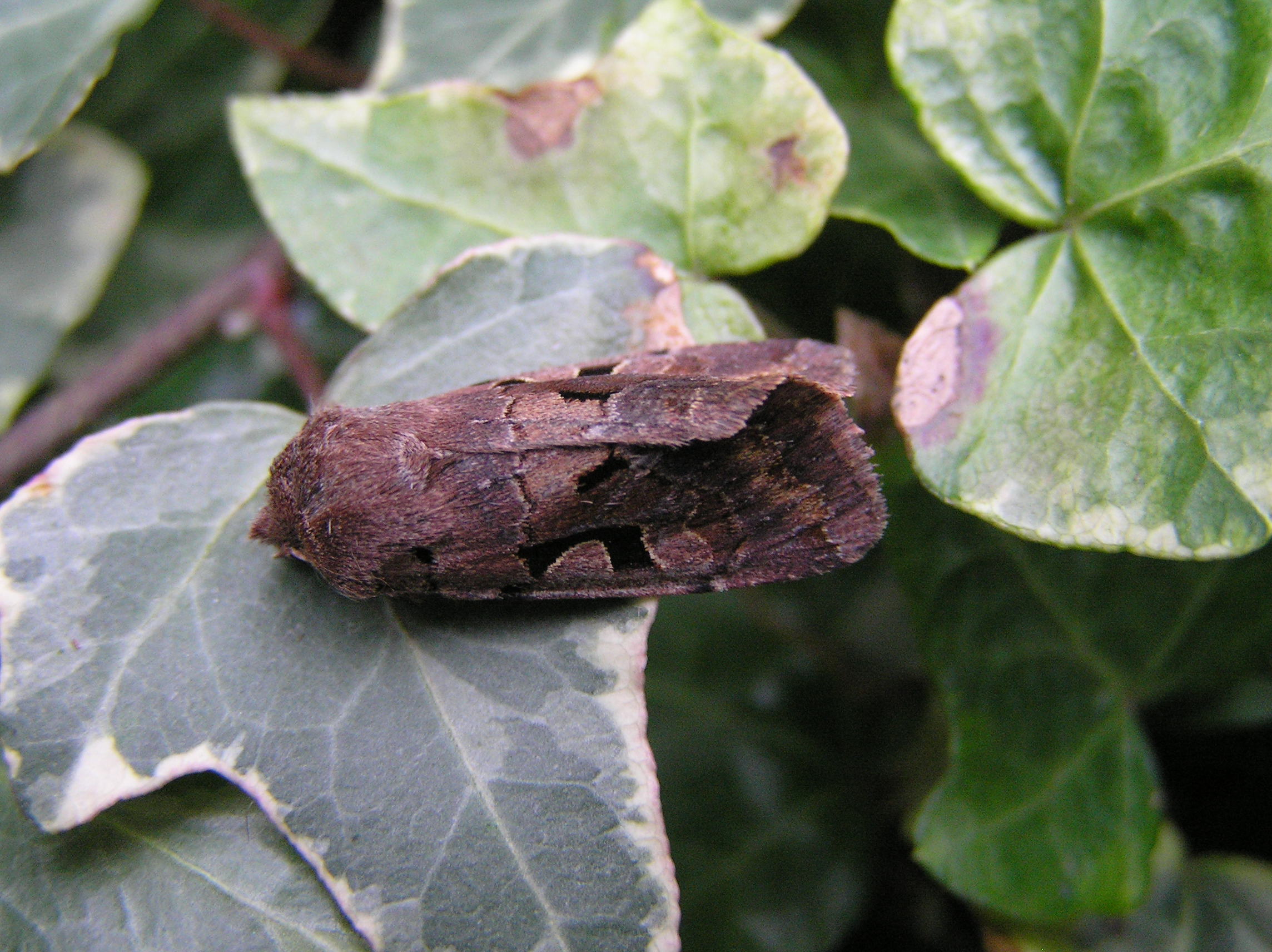
Orthosia gothica Nunvlinder
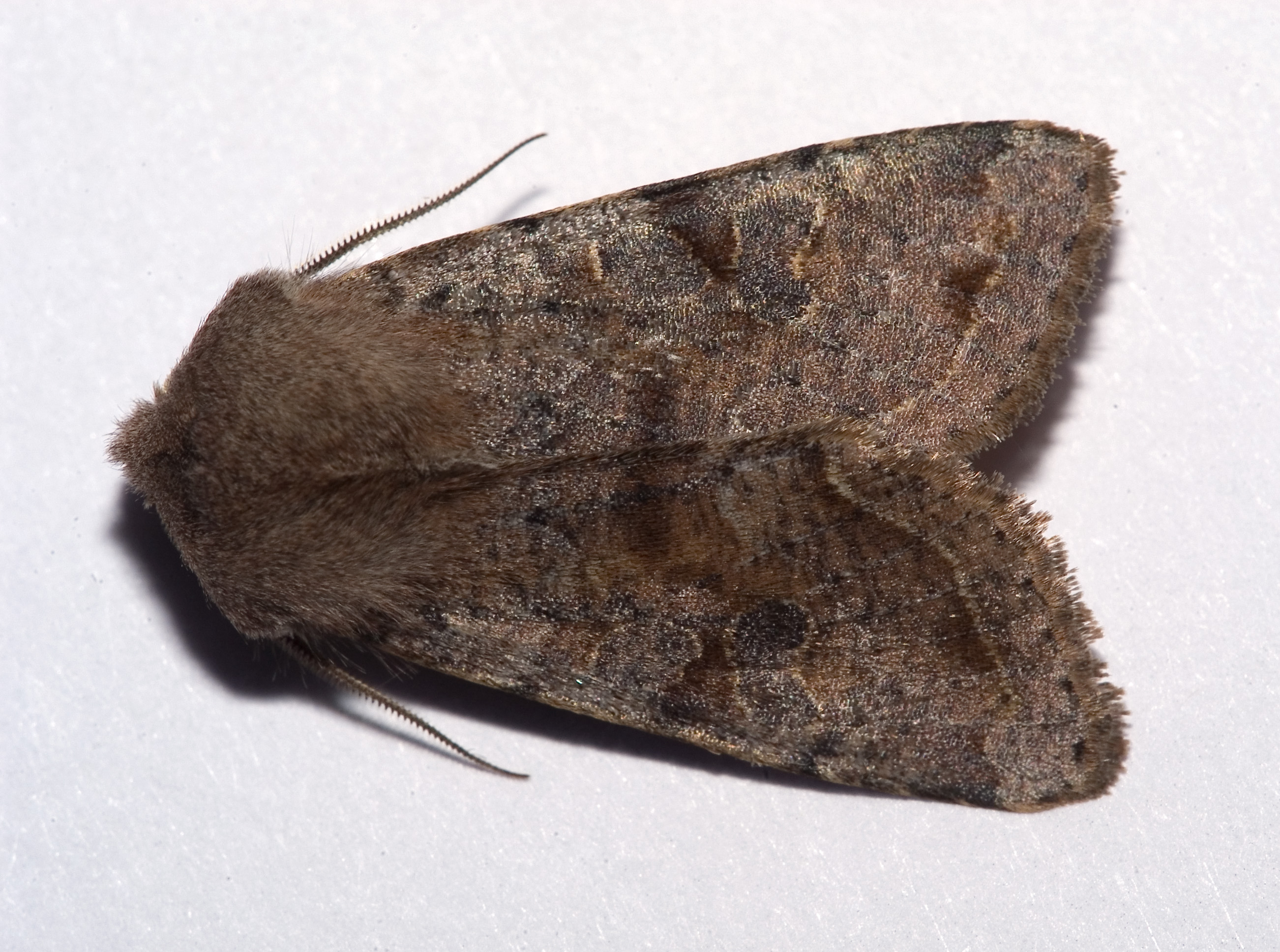
Orthosia incerta Variabele voorjaarsuil
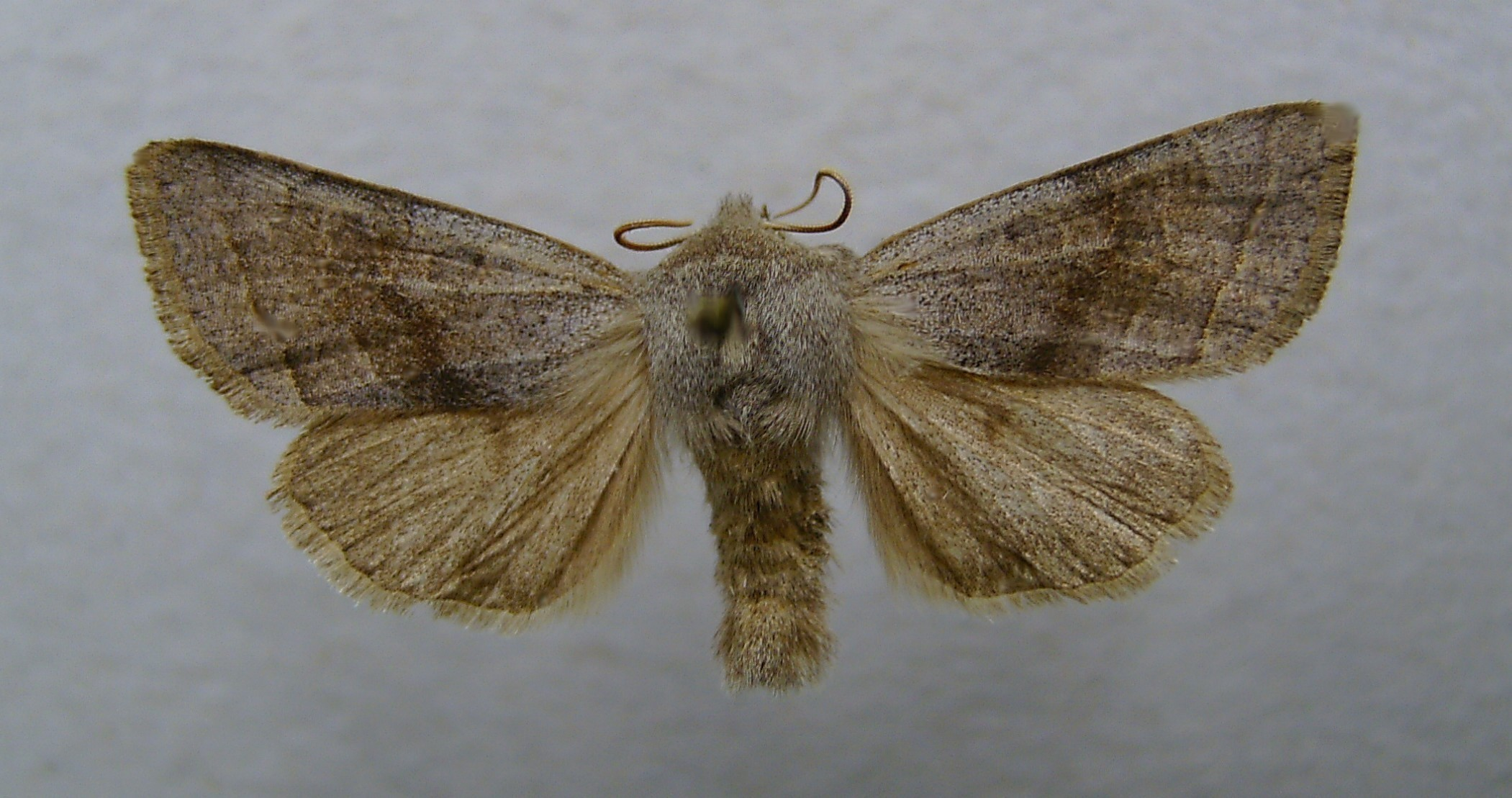
Orthosia opima Bandvoorjaarsuil
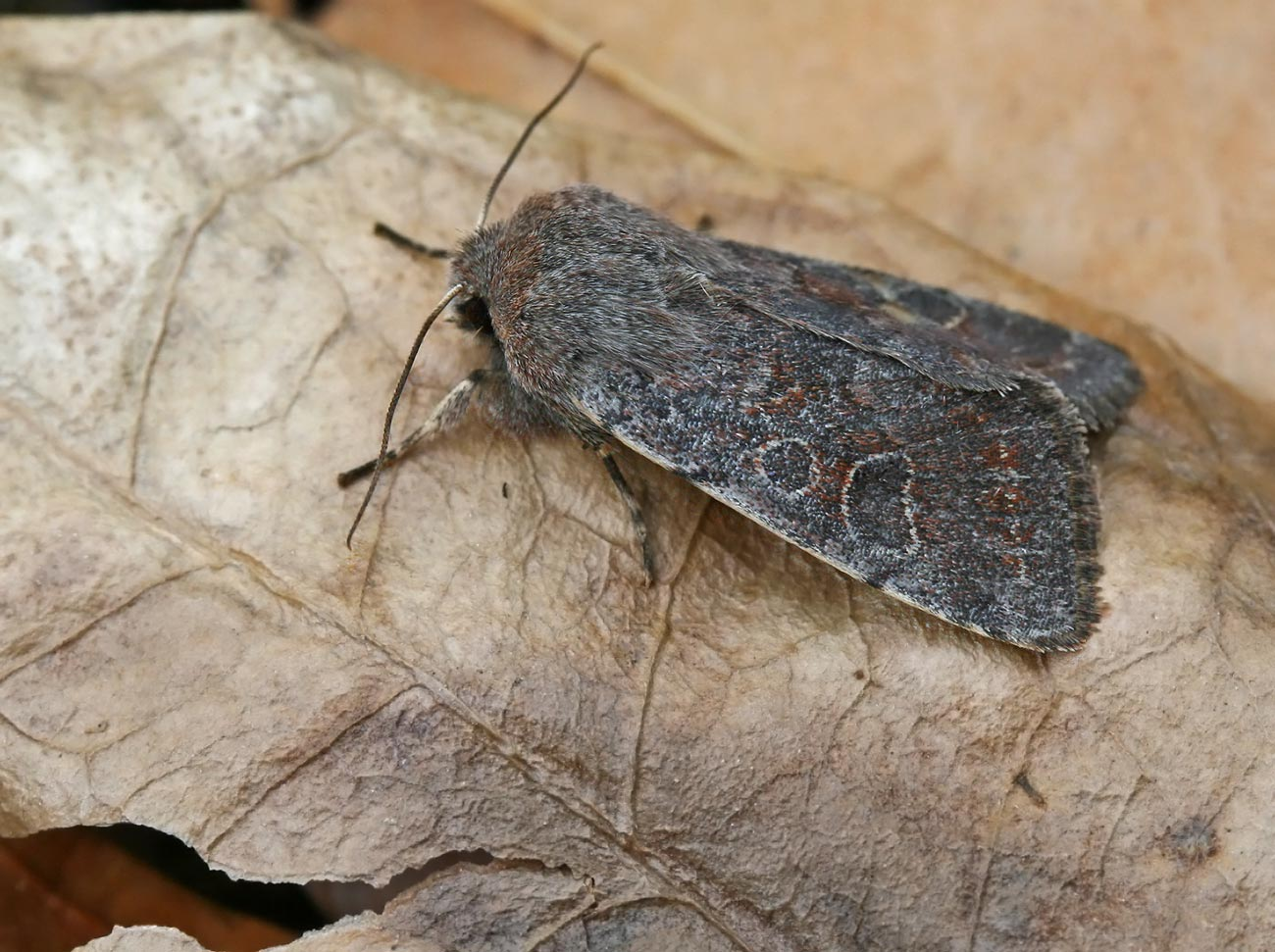
Orthosia populeti Populierenvoorjaarsuil